# سیارک ۱۰۵۶۰
سیارک ۱۰۵۶۰ (به انگلیسی: 10560 Michinari، نامگذاری:1993TN) ده هزار و پانصد و شصتمین سیارک کشف شده‌است که در ۸ اکتبر ۱۹۹۳ کشف شد.